# Алдам Чантийский
Алдам Чантийский (Алдын Нашхинский, Алдам Махамашвили, чечен. ЧIаьнтийн Махьми кIант Алдам; 1792, Цамадой, Чечня — 1854, Итум-Кали, Чечня, Северо-Кавказский имамат) — чеченский военачальник времён Большой Кавказской войны, наиб Чантийского общества и округа Итум-Кали. Имам Шамиль очень уважал и ценил наиба Алдама и обращался к нему — «к моему близкому брату, моему наибу».

## Биография
Родился в ауле Цамадой (Итум-Калинский р-н ЧР), выходец из тайпа Чантий. Семейство Алдама претендовало на «благородное происхождение», и, по преданиям, их родоначальником был грузинский князь Лазари, который переселился из Грузии в Чечню и на реке Чанты-Аргун построил башню. У его потомков хранилась грамота, якобы подтверждавшая их княжеское происхождение, данная неким грузинским царём Лазари. Данную грамоту сжёг имам Шамиль, назначив Алдама наибом, со словами: «Я тебя назначаю наибом, и никакой грамоты тебе больше не нужно!».
Был наибом в округах Итум-Кали, Нашха и в Чантийском обществе.
Алдам стал известным и был назначен наибом благодаря своим личным качествам; его отличали храбрость, отвага и верность долгу перед народом. Жители подвластных ему аулов, несмотря на его строгость, относились к Алдаму с уважением и любовью за его беспристрастие, честность и прямодушие. Имам Шамиль тоже ценил и уважал Алдама и обращался к нему как «к моему близкому брату, моему наибу».
В июле 1851 года царская администрация в Тушетии получила сведения, что в Чечне собирается отряд под предводительством наиба Алдама и его сына Мажи для вторжения в Тушетию. 13 июля лазутчики доложили, что «близ кистинского селения Самтко» собирается большой вражеский отряд с целью нападения на горную Тушетию, а также по распоряжению имама Шамиля поставлены «по ту сторону Качайской горы постоянные кордонные посты», для содержания которых «выслано туда 150 человек отборных кистин». 15 июля подполковник Челокаев с милицией перешёл Качайскую гору и напал на неприятельские посты и завалы. Тушинская милиция «открыла сильный ружейный огонь, и хотя враги тоже отвечали им сильной пальбой, но тушины, без дальних проволочек, отважно бросились в шашки и, после жаркого боя, сбили неприятеля с позиций. Горцы пришли в такое замешательство, что покинули на месте до 50 ружей, кинжалов и весь провиант и старались спастись бегством, но, настигнутые конницей, понесли значительный урон. С главного сборного пункта неприятеля послана была им помощь, с тем вместе, чтобы пересечь и тушинам обратную дорогу; но тушины так благоразумно и удачно делали отступление, что горцам не удалось исполнить свое намерение».
В 1853 году Алдам действует в Малой Чечне. 9 августа начальник Назрановского отряда полковник Услар в своем донесении о действиях Шамиля по подготовке к новым выступлениям сообщает, что «на днях наиб Алдым с сорока мюридами объезжал Малую Чечню до Мирома с приказанием, чтобы быть к готовности к движению».
6—7 августа 1854 года Алдам во главе небольшого отряда безуспешно пытается отбить занятый царскими войсками аул Воуги. В сентябре того же года в рапорте пристава нагорных народов штабс-капитана Дола генерал-майору Вревскому об отражении галгаевцами нападения наиба Алдама отмечалось: «Желая поддержать дух непокорных аккинских жителей, у падший от совершенного разорения их отрядом, бывшим по начальством, в минувшем августе месяце непокорный наиб Алдын собрал партию в значительном числе из отважных горцев, двинулся к покорному нам аулу Ляжги (близ Цори) и 21 числа сего месяца с рассветом напал». На обратном пути отряд Алдама был атакован галгаевцами. В ходе состоявшегося упорного сражения обе стороны понесли потери, в числе погибших из отряда шамилевского наиба оказался Ярыч Фаргиев, пользовавшийся «особенным влиянием между непокорными».

### Алдам упоминается в письме
Шамиля наибу Батуко: «Привет Вам, а затем вот что: чтобы ты дал брату нашему наибу Алдаму горный харадж от ваших баранов или от баранов области, как что написал его от прежнего времени без отличия в прибавлении и уменьшение. Вот. Привет. Понедельник».

### Смерть
Алдам скончался в 1854 году. После его смерти чантийцы хотели сделать своим наибом его старшего сына Мажи, но Шамиль, вследствие интриг некоторых мюридов, назначил наибом тавлинца Гамзата. С этого времени в чантийском обществе стало зреть негодование против имама, что в конце войны вылилось в выступление против наиба Гамзата и бегство последнего в 1858 году. 
У Алдама осталось семь сыновей: Мажи, Тата, Шама, Алхан, Ахмадхан, Магомед и Хаджи-Мурат. Самым известным из них был старший — Мажи (1822—1906) — военачальник, участник Кавказской войны, депутат горского словесного суда Аргунского округа (1870—1878).